# Sciarada alla francese
Sciarada alla francese (Cherchez l'idole) è un film del 1963 diretto da Michel Boisrond.
La pellicola ottenne un notevole successo per la presenza nel cast di numerose stelle del pop francese. Distribuito in Giappone, ebbe inoltre un ruolo importante nella nascita del fenomeno Idol.